# Via Cavour (Florence)
La Via Cavour est une rue de Florence qui part du centre historique pour aller jusqu'à la Porta San Gallo, vestige des murs d'enceinte de la ville sur la Piazza della Libertà.

## Parcours
Elle part dans le prolongement de la via Martelli, venant de la Piazza del Duomo, au niveau de la via dei Pucci et de la via de' Gori qu'elles croisent, au niveau d'un des plus prestigieux monuments de la ville, le Palazzo Medici-Riccardi.
Elle suit une direction rectiligne nord-est dans son parcours, dépasse sur sa droite la Piazza San Marco, la farmacia di San Marco le long du complexe et, à sa gauche, un peu plus haut, le cloître du Scalzo.
Elle est bordée de palais de style Renaissance :
- le palazzo Medici-Riccardi
- le palazzo Vari
- le palazzo Bartolommei
- la palazzina della Livia
- le palazzo Bastogi
- le palazzo Dardinelli-Fenzi
- le palazzo Ginori-Conti
- le palazzo Panciatichi, siège de la Région Toscane
- le palazzo Capponi-Covoni, mitoyen au précédent (bureaux de la Région)
- le palazzo Vettori

On y trouve également d'autres bâtiments d'importance :
- la biblioteca Marucelliana
- la caserma del comando militare tosco-emiliano
- le casino Mediceo di San Marco
- le tabernacolo della Madonna della Rosa

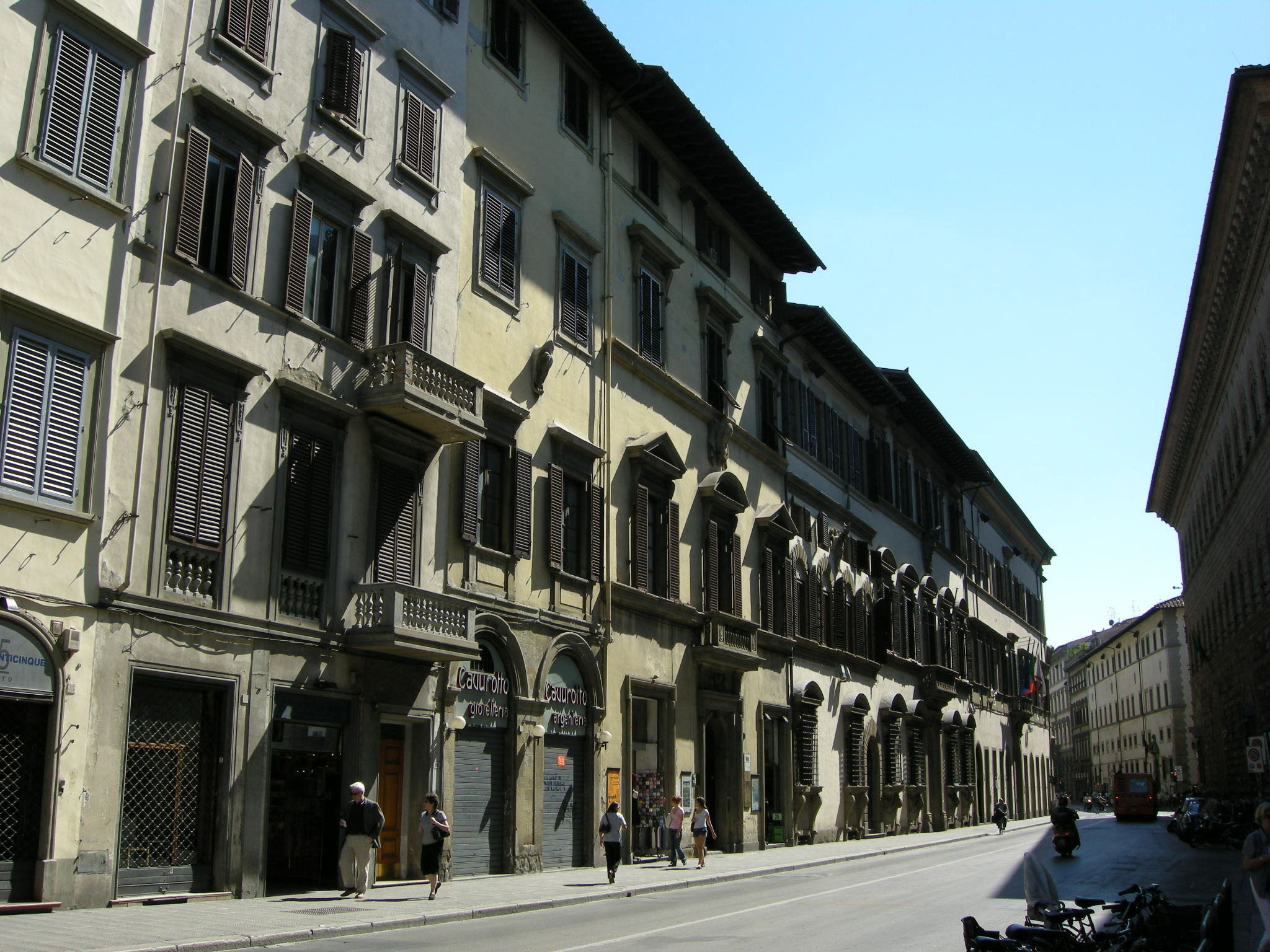
La Via Cavour à son extrémité vers le Duomo et le palazzo Vari.

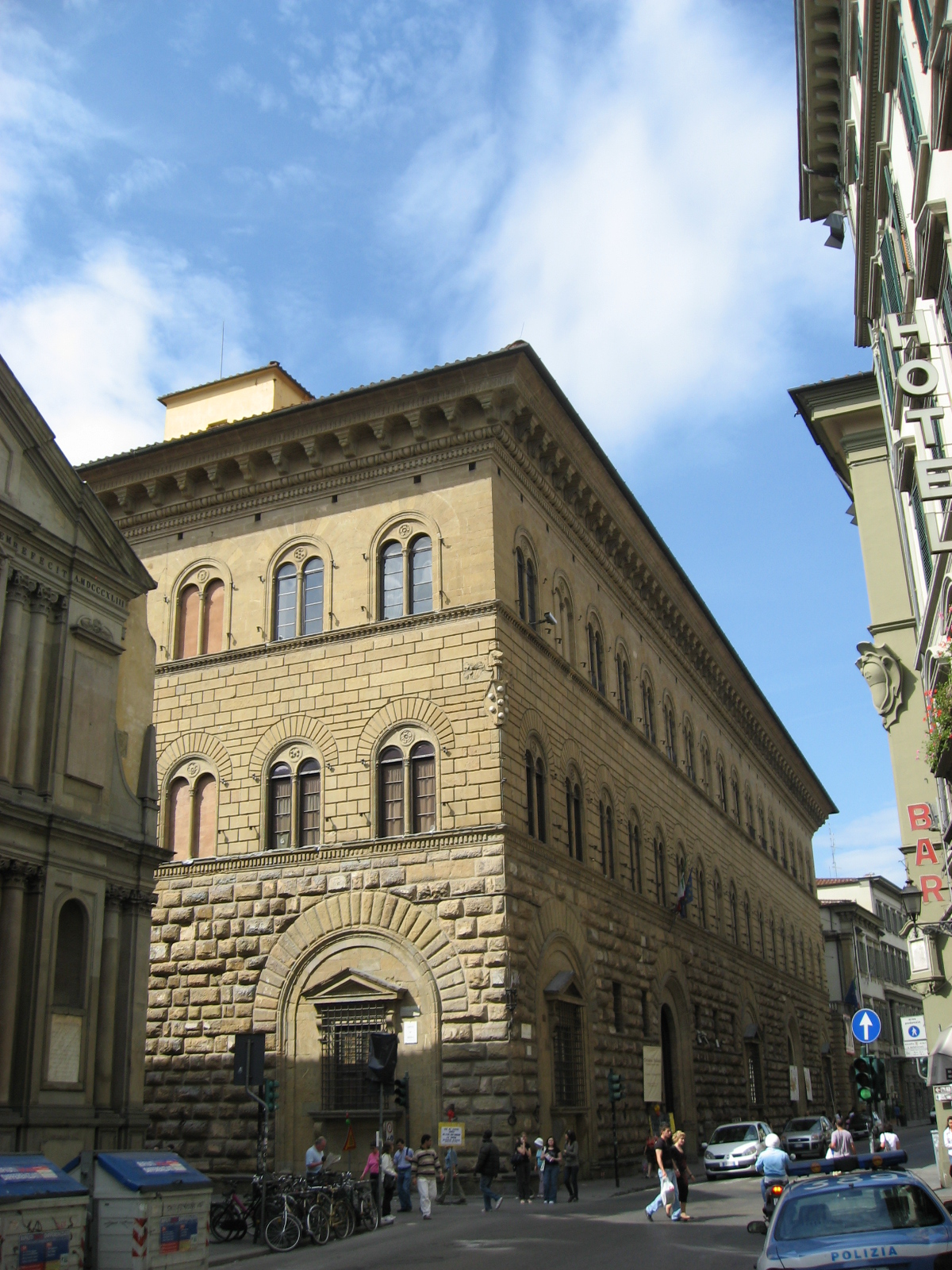
Le Palazzo Medici-Riccardi au début de la via Cavour.

Pour les articles homonymes, voir Via Cavour.